# Bugangan (Semarang Timur)
Bugangan is een bestuurslaag in het regentschap Semarang van de provincie Midden-Java, Indonesië. Bugangan telt 7894 inwoners (volkstelling 2010).